# Croton schiedeanus
Croton schiedeanus är en törelväxtart som beskrevs av Diederich Franz Leonhard von Schlechtendal. Croton schiedeanus ingår i släktet Croton och familjen törelväxter. Inga underarter finns listade i Catalogue of Life.